# 渟熨斗姫命
渟熨斗姫命（ぬのしひめのみこと、生没年不詳）は、古代日本の皇族。景行天皇との八坂入媛命との間に産まれた第6皇女。五十瓊敷入彦命の妃、市隼雄命は両命の間の子とされる。

## 伝承
渟熨斗姫命の夫、五十瓊敷入彦命が美濃国にて滅ぼされたことを聞いた渟熨斗姫命が、都を発ち美濃国を訪れ、夫の御霊を慰めつつ生涯を終えたとされる。
その間は地域住民を母の如く労り、私財を使い町を開拓し、産業･農業の発展に寄与した。
この功績により、財をもたらす神として信仰されるようになり、美濃国に金大神と称され、子供を育てる母の神・慈悲深い母の神として祀られている。 
現在でも岐阜市に於いて、夫である五十瓊敷入彦命、子である市隼雄命（いちはやおのみこと）と共に金神社の祭神として祀られている。なお建御名方神の子・出早雄命（いづはやおのみこと）の4世孫に会知早雄命（えちはやおのみこと）がおり、その別名を市速男命（いちはやおのみこと）というが、全くの別人である。
五十瓊敷入彦命は同市伊奈波神社にて、市隼雄命は同市橿森神社にて祭神として祀られている。